# Андроник Лапарда
Андроник Лапарда (греч. Ἀνδρόνικος Λαπαρδάς) — византийский полководец XII в.

## Биография
Впервые он упоминается как участник синода 2 марта 1166 года, состоявшегося в императорском дворце под председательством императора Мануила I. Он числится 15-м в иерархии имперских чиновников, нося высокий титул севаст и придворные должности oikeios vestiarites и хартулария. В июле 1167 года он возглавил правый фланг византийской армии в битве при Сирмиуме, одержавшего победу над Венгрией и обеспечившего империи контроль над западными Балканами. В 1176 г. участвовал в походе на Конийский султанат, завершившийся разгромом при Мириокефале.
В 1182 г. венгерский король Бела III атаковал византийские крепости Белград и Браничево. Война продолжилась в следующем году, когда сербы объединились с венграми. Византийские пограничные армии находились под командованием двух опытных полководцев: Алексея Враны и Андроника Лапарду. Известие о том, что Андроник I Комнин пришёл к власти в Константинополе, разделило двух полководцев, и они отступили к Траяновым вратам.
Как только Андроник I утвердился на престоле, он послал Андроника Лапарду с большими силами против поднявшего восстание в западной части Малой Азии племянника покойного Иоанна Комнина Ватаца. Серьёзно заболевший Ватац встретил армию Лапарды под Филадельфией. Войска Ватаца одержали победу, а разбитые войска Лапарды преследовали на некотором расстоянии. Однако через несколько дней, 16 мая 1182 г., Ватац умер, а без него руководство восстание быстро развалилось.
Лапарда быстро впал в немилость Андроника I, который заключил его в тюрьму, ослепил и отправил в монастырь Христа Пантепопта в Константинополе. Вскоре после этого он умер там.
Из поэмы Феодора Вальсамона известно, что Лапард женился на Феодоре Комнине. Ранее ученые идентифицировали её как сестру Мануиля, которая, как известно, вышла замуж за Мануиля Анемаса. Основываясь на положении Лапарды среди имперских чиновников в 1166 г., учёный Люсьен Стирнон предложил идентифицировать его жену как внучку пары Феодоры и Мануила Анемаса. У пары, вероятно, не было детей.